# ليتل جون
ليتل جون (بالإنجليزية: Little John)‏ هو مغني جامايكي، ولد في 1970 في كينغستون في جامايكا.

## وصلات خارجية
- ليتل جون على موقع ميوزك برينز (الإنجليزية)
- ليتل جون على موقع أول ميوزيك (الإنجليزية)
- ليتل جون على موقع ديسكوغز (الإنجليزية)